# Damson Idris
Damson Idris, född 2 september 1991 i London, är en brittisk skådespelare.
Idris har bland annat medverkat i TV-serierna Snowfall (2017–2023) och Swarm från 2023. Han har även medverkat i filmen Outside the Wire från 2021.

## Filmografi (i urval)
- 2017–2023 – Snowfall (TV-serie)
- 2021 – Outside the Wire
- 2023 – Swarm (TV-serie)
- 2025 – F1